# Eupithecia hippolyte
Eupithecia hippolyte là một loài bướm đêm trong họ Geometridae.